# 葉夫蘇赫河
葉夫蘇赫河（romanized: Yevsuh）是烏克蘭的河流，屬於北頓涅茨河的左支流，河道全長82公里，流域面積1,190平方公里，河水來自融雪，每年在十二月至三月中結冰。